# Радіаційна безпека

Інтернаціональний знак радіоактивності.

 Радіаці́йна безпе́ка — стан захищеності теперішнього і майбутнього поколінь людей від шкідливого для їх здоров'я впливу іонізуючого випромінювання.

## Основні принципи забезпечення радіаційної безпеки
Радіаційна безпека персоналу, населення і оточуючого середовища вважається забезпеченою, якщо дотримуються основні принципи радіаційної безпеки (виправданості, оптимізації, неперевищення) і вимоги радіаційного захисту, встановлені діючими нормами радіаційної безпеки та санітарними правилами.
- Принцип виправданості передбачає заборону всіх видів діяльності з використанням джерел радіактивного випромінювання, за яких отримана для людини та суспільства користь не перевищує ризику можливої шкоди, яка може бути заподіяною випромінюванням. Цей принцип повинен застосовуватись на стадії прийняття рішення уповноваженими органами при проектуванні нових джерел випромінювання та об'єктів підвищеної радіаційної безпеки, видачі ліцензій та затвердженні нормативно-технічної документації на використання джерел випромінювання, а також при зміні умов їх експлуатації. В умовах радіаційної аварії принцип виправданості стосується не джерел випромінювання та умов опромінення, а захисних заходів, при цьому як величину користі слід оцінювати попереджену даними заходами дозу. Заходи ж, що направлені на відновлення контролю над джерелами випромінювання, мають проводитись в обов'язковому порядку.

- Принцип оптимізації передбачає підтримання на максимально низькому рівні як індивідуальних (нижче лімітів, встановлених діючими нормами), так і колективних доз опромінення, з врахуванням соціальних та економічних факторів. В умовах радіаційної аварії, коли замість лімітів доз діють більш високі рівні втручання, принцип оптимізації має застосовуватись до захисних заходів з врахуванням попередженої дози опромінення і збитків, пов'язаних з втручанням.

- Принцип неперевищення вимагає запобігання перевищення встановлених діючими нормами радіаційної безпеки індивідуальних лімітів доз та інших нормативів радіаційної безпеки. Даного принципу повинні дотримуватись всіма організаціями та особами, від яких залежить рівень опромінення людей.

## Шляхи забезпечення радіаційної безпеки
Радіаційна безпека об'єкту та прилеглої до нього території забезпечується за рахунок:
- якості проекту радіаційного об'єкту;
- обґрунтованого вибору району та майданчика для розміщення радіаційного об'єкту;
- фізичного захисту джерел радіактивного випромінювання;
- зонування території навколо найнебезпечніших об'єктів та всередині них;
- умов експлуатації технологічних систем;
- санітарно-епідеміологічної оцінки та ліцензування діяльності з джерелами випромінювання;
- санітарно-епідеміологічної оцінки виробів та технологій;
- наявності системи радіологічного контролю;
- планування та проведення заходів з забезпечення радіаційної безпеки персоналу та населення за нормальної роботи об'єкту, його реконструкції та виведення з експлуатації;
- підвищення радіаційно-гігієнічної грамотності персоналу та населення.

Радіаційна безпека персоналу забезпечується:
- обмеженням допуску до роботи з джерелами випромінювання за віком, статтю, станом здоров'я, рівнем раніше отриманої дози опромінення та іншими показниками;
- знанням та дотриманням персоналом правил роботи з джерелами випромінювання;
- достатньою кількістю та якістю захисних бар'єрів, екранів та відстанню від джерел випромінювання, а також обмеженням роботи з джерелами випромінювання;
- створенням умов праці, що відповідають вимогам діючих норм і правил радіаційної безпеки;
- застосуванням індивідуальних засобів захисту;
- дотриманням встановлених контрольних рівнів випромінювання;
- організацією радіологічного контролю;
- організацією системи інформації про радіаційний стан;
- проведенням ефективних заходів щодо захисту персоналу при плануванні підвищеного опромінення в разі загрози та виникненні аварії.

Радіаційна безпека населення забезпечується:
- створенням умов життєдіяльності людей, які відповідають вимогам діючих норм і правил радіаційної безпеки;
- встановленням квот на опромінення від різних джерел випромінювання;
- організацією радіологічного контролю;
- ефективністю планування та проведення заходів з радіаційного захисту в нормальних умовах та у випадку радіаційної аварії;
- організацією системи інформації про радіаційний стан.

## Організаційні заходи, що забезпечують радіаційну безпеку робіт
Згідно з діючими нормами радіаційної безпеки, організаційними заходами, що забезпечують радіаційну безпеку робіт, є:
- оформлені роботи нарядом чи розпорядженням;
- допуск до роботи;
- нагляд під час роботи;
- оформлення перерв в роботі;
- оформлення закінчення роботи.

## Санкції за порушення вимог норм і правил з радіаційної безпеки в Україні
За порушення вимог норм і правил з радіаційної безпеки України, передбачається дисциплінарна, адміністративна та кримінальна відповідальність, згідно з чинним законодавством України.

## Чинні норми радіаційної безпеки України
- Норми радіаційної безпеки України (НРБУ-97)[1];